# Природне јединице
У физици, природне јединице су физичке јединице за мерење, дефинисане помоћу универзалних физичких константи, тако да неке изабране физичке константе имају нумеричку вриједност 1, када су изражене у неком скупу природних јединица.
Природне јединице су намењене да елегантно поједноставе одређене алгебарске изразе који се појављују у физичким законима или да нормализују неке изабране физичке количине које су универзална својства елементарних честица и могу се оправдано сматрати константним. Међутим, оно што има једну вреност у једном систему јединица може имати потпуно другу вредност у другом природном систему јединица. Природне јединице су природне јер порекло њихових дефиниција долази од самих карактеристика природе, а не од било какве људске конструкције. Планкове јединице се често, без квалификација, називају „природне јединице“, али то је само један од система природних јединица међу осталим системима. Планкове јединице могу се сматрати јединственим у том скупу јединица јер се не темеље на својствима било ког прототипа, предмета, или честица, већ само на особинама вакуума.
Као са било којим системом основних јединица тако и систем природних јединица има дефиниције за дужину, масу, време, температуру и електрично наелектрисање. Неки физичари нису признавали температуру као основну физичку величину јер једноставно изражава енергију по степену слободе честица која може бити изражена и у смислу енергије (или масе, дужине и времена). Практично сваки систем природних јединица нормализује Болцманову константу =1, што може бити сматрано још једним изразом дефиниције јединице температуре. Осим тога, неки физичари препознају електрично наелектрисање као засебну основну физичку величину, чак и ако је изражена преко масе, дужине и времена у системима јединица као што су електростатски цгс систем. Практично сваки систем природних јединица нормализује пермитивност вакуума за ε0=(4π)−1, што се може узети као дефиниција јединица напона.

## Кандидати физичких константи коришћени у природним системима
Кандидати физичких константи које би били нормализовани су изабрани налазе се у табели испод. Постоји ограничење да не може сваки подскуп од следећих да буде изабран у било ком систему јединица без супротстављања дефиниција (нпр.  и  не могу обоје бити дефинисани као јединица масе у једном систему).
| Константа                                            | Симбол | Димензија |
| ---------------------------------------------------- | --- | --------- |
| Брзина светлости у вакууму                           | {\displaystyle {c}\ }                                                                                               |           |
| Гравитациона константа                               | {\displaystyle {G}\ }                                                                                               |           |
| Диракова константа или редукована Планкова константа | {\displaystyle \hbar ={\frac {h}{2\pi }}} где {\displaystyle {h}\ } је Планкова константа                           |           |
| Константа Кулонове силе                              | {\displaystyle {\frac {1}{4\pi \varepsilon _{0}}}} где {\displaystyle {\varepsilon _{0}}\ } је пермитивност вакуума |           |
| Елементарно наелектрисање                            | {\displaystyle e\ }                                                                                                 |           |
| Маса електрона                                       | {\displaystyle m_{e}\ }                                                                                             |           |
| Маса протона                                         | {\displaystyle m_{p}\ }                                                                                             |           |
| Болцманова константа                                 | {\displaystyle {k}\ }                                                                                               |           |

Бездимензиона физичка константа попут константе фине структуре
{\displaystyle \alpha \ \equiv {\frac {e^{2}}{\hbar c(4\pi \varepsilon _{0})}}={\frac {1}{137.03599911}}},
не може да преузме различите нумеричке вредности без обзира који систем јединица користи. Промишљено бирање јединица може да нормализује само физичке константе које имају димензију. Јер α је фиксни бездимензиони број који није 1 и није могуће да се дефинише систем јединица који ће да норманлизује све физичке константе које обухватају α. Сваке 3 од 4 константе: c, {\displaystyle \hbar }, e, или 4πε0, могу да буду нормализоване (остављајући преостале физичке константе да узму вредност која је једноставна функција од α, сведочи да је константа фине структуре основа природе), али не и све 4 константе.

## Планкове јединице
| Квантитет        | Израз                                                          | СИ вредност      |
| ---------------- | -------------------------------------------------------------- | ---------------- |
| Дужина ()        | {\displaystyle l_{P}={\sqrt {\frac {\hbar G}{c^{3}}}}}         | 1,61609735×10−35 |
| Маса ()          | {\displaystyle m_{P}={\sqrt {\frac {\hbar c}{G}}}}             | 21,7664598       |
| Време ()         | {\displaystyle t_{P}={\sqrt {\frac {\hbar G}{c^{5}}}}}         | 5,3907205×10−44  |
| Наелектрисање () | {\displaystyle q_{P}={\sqrt {\hbar c(4\pi \varepsilon _{0})}}} | 1,87554573×10−18 |
| Температура (Θ)  | {\displaystyle T_{P}={\sqrt {\frac {\hbar c^{5}}{Gk^{2}}}}}    | 1,4169206×1032   |

{\displaystyle c=1\ }
{\displaystyle G=1\ }
{\displaystyle \hbar =1\ }
{\displaystyle {\frac {1}{4\pi \varepsilon _{0}}}=1}
{\displaystyle k=1\ }
{\displaystyle e={\sqrt {\alpha }}\ }
Физичке константе које Планкове јединице нормализују су особине вакуума, а не особине (као што су наелектрисање, маса, дужина или полупречник) било којег тела или елементарне честице.
Тако да су Планкове јединице дефинисане независно од елементарног наелектрисања који је, ако је мерен у смислу Планкових јединица, једнак квадратном корену константе фине структуре, √α. У Планковим јединицама би промена у вредности бездимензионог α изазвала промену основног наелектрисања електрона.

## Стонијеве јединице
| Квантитет        | Израз                                                                             |
| ---------------- | --------------------------------------------------------------------------------- |
| Дужина ()        | {\displaystyle l_{S}={\sqrt {\frac {Ge^{2}}{c^{4}(4\pi \varepsilon _{0})}}}}      |
| Маса ()          | {\displaystyle m_{S}={\sqrt {\frac {e^{2}}{G(4\pi \varepsilon _{0})}}}}           |
| Време ()         | {\displaystyle t_{S}={\sqrt {\frac {Ge^{2}}{c^{6}(4\pi \varepsilon _{0})}}}}      |
| Наелектрисање () | {\displaystyle q_{S}=e\ }                                                         |
| Температура (Θ)  | {\displaystyle T_{S}={\sqrt {\frac {c^{4}e^{2}}{G(4\pi \varepsilon _{0})k^{2}}}}} |

{\displaystyle c=1\ }
{\displaystyle G=1\ }
{\displaystyle e=1\ }
{\displaystyle {\frac {1}{4\pi \varepsilon _{0}}}=1}
{\displaystyle k=1\ }
{\displaystyle \hbar ={\frac {1}{\alpha }}\ }
Предложен од стране Џорџ Стонија 1881. године. Стонијеве јединице користе елементарни напон и дозвољавају Планковој константи да плива. Ове јединице се могу добити из Планкових јединица са заменом: 
{\displaystyle \hbar \leftarrow \alpha \hbar ={\frac {e^{2}}{c(4\pi \varepsilon _{0})}}}.
Ово уклања Планкову константу из дефиниција, а вредност коју узима у Стонијевим јединицима је реципрочна константи фине структуре, 1/α. У Стонијевим јединицама у случају варијација у вредности бездимензионог α би се пресликало у варијације у Планковој константи.

## Шредингерове јединице
| Квантитет        | Израз                                                                                           |
| ---------------- | ----------------------------------------------------------------------------------------------- |
| Дужина ()        | {\displaystyle l_{\psi }={\sqrt {\frac {\hbar ^{4}G(4\pi \varepsilon _{0})^{3}}{e^{6}}}}}       |
| Маса ()          | {\displaystyle m_{\psi }={\sqrt {\frac {e^{2}}{G(4\pi \varepsilon _{0})}}}}                     |
| Време ()         | {\displaystyle t_{\psi }={\sqrt {\frac {\hbar ^{6}G(4\pi \varepsilon _{0})^{5}}{e^{10}}}}}      |
| Наелектрисање () | {\displaystyle q_{\psi }=e\ }                                                                   |
| Температура (Θ)  | {\displaystyle T_{\psi }={\sqrt {\frac {e^{10}}{\hbar ^{4}(4\pi \varepsilon _{0})^{5}Gk^{2}}}}} |

{\displaystyle e=1\ }
{\displaystyle G=1\ }
{\displaystyle \hbar =1\ }
{\displaystyle {\frac {1}{4\pi \varepsilon _{0}}}=1}
{\displaystyle k=1\ }
{\displaystyle c={\frac {1}{\alpha }}\ }
Назив је предложио Михаел Дуф. Могу се добити из Планкових јединица уз замену:
{\displaystyle c\leftarrow \alpha c={\frac {e^{2}}{\hbar (4\pi \varepsilon _{0})}}}.
Ово уклања брзину светлости из основних дефиниција а вредност коју добија у Шредингеровим јединицама је реципрочна од константе фине структуре, 1/α. У Шредингеровим јединицама могућа је промена у вредности бездимензионог α која би се огледала у варијацији брзине светлости.

## Атомске јединице
| Квантитет        | Израз                                                                              |
| ---------------- | ---------------------------------------------------------------------------------- |
| Дужина ()        | {\displaystyle l_{A}={\frac {\hbar ^{2}(4\pi \varepsilon _{0})}{m_{e}e^{2}}}}      |
| Маса ()          | {\displaystyle m_{A}=m_{e}\ }                                                      |
| Време ()         | {\displaystyle t_{A}={\frac {\hbar ^{3}(4\pi \varepsilon _{0})^{2}}{m_{e}e^{4}}}}  |
| Наелектрисање () | {\displaystyle q_{A}=e\ }                                                          |
| Температура (Θ)  | {\displaystyle T_{A}={\frac {m_{e}e^{4}}{\hbar ^{2}(4\pi \varepsilon _{0})^{2}k}}} |

{\displaystyle e=1\ }
{\displaystyle m_{e}=1\ }
{\displaystyle \hbar =1\ }
{\displaystyle {\frac {1}{4\pi \varepsilon _{0}}}=1}
{\displaystyle k=1\ }
{\displaystyle c={\frac {1}{\alpha }}\ }
Прво предложен од стране Дагласа Хартрија да поједностави физику атома водоника. Михаел Даф зове ово „борове јединице“. Јединица енергије у овом систему је укупна енергија електрона у првом кружном орбиту боровог атома и зван хартри енергија, . Јединица брзине је брзина тог електрона, јединица масе је маса електрона, , и јединица дужине је боров полупречник, {\displaystyle a_{0}=4\pi \varepsilon _{0}\hbar ^{2}/m_{e}e^{2}\ }. Ове јединице се могу добити из Планкових јединица са заменом:
{\displaystyle G\leftarrow \alpha G\left({\frac {m_{P}}{m_{e}}}\right)^{2}={\frac {e^{2}}{4\pi \varepsilon _{0}m_{e}^{2}}}\ }.
Ово уклања брзину светлости (и гравитациону константу) из дефиниција о вредности које узима у атомским јединицима реципрочне константе фине структуре, 1/α. У атомским јединицама могућа промена у вредности бездимензионог α би се огледала у варијацији брзине светлости.

## Електронски систем јединица
| Квантитет        | Израз                                                                    |
| ---------------- | ------------------------------------------------------------------------ |
| Дужина ()        | {\displaystyle l_{e}={\frac {e^{2}}{c^{2}m_{e}(4\pi \varepsilon _{0})}}} |
| Маса ()          | {\displaystyle m_{e}=m_{e}\ }                                            |
| Време ()         | {\displaystyle t_{e}={\frac {e^{2}}{c^{3}m_{e}(4\pi \varepsilon _{0})}}} |
| Наелектрисање () | {\displaystyle q_{e}=e\ }                                                |
| Температура (Θ)  | {\displaystyle T_{e}={\frac {m_{e}c^{2}}{k}}}                            |

{\displaystyle c=1\ }
{\displaystyle e=1\ }
{\displaystyle m_{e}=1\ }
{\displaystyle {\frac {1}{4\pi \varepsilon _{0}}}=1}
{\displaystyle k=1\ }
{\displaystyle \hbar ={\frac {1}{\alpha }}\ }
Михаел Даф зове ово „Диракове јединице“. Ове јединице се могу добити из Стонијевих јединица са заменом:
{\displaystyle G\leftarrow \alpha G\left({\frac {m_{P}}{m_{e}}}\right)^{2}={\frac {e^{2}}{4\pi \varepsilon _{0}m_{e}^{2}}}\ }.
Они се такође могу добити из атомских јединица са заменом:
{\displaystyle \hbar \leftarrow \alpha \hbar ={\frac {e^{2}}{c(4\pi \varepsilon _{0})}}}.
Слично стонијевим јединицама у случају варијација у вредности бездимензионог α би се пресликало у варијације у Планковој константи.

## Квантнум електродинамички систем јединица
| Квантитет        | Израз                                                                                 |
| ---------------- | ------------------------------------------------------------------------------------- |
| Дужина ()        | {\displaystyle l_{\mathrm {QED} }={\frac {e^{2}}{c^{2}m_{p}(4\pi \varepsilon _{0})}}} |
| Маса ()          | {\displaystyle m_{\mathrm {QED} }=m_{p}\ }                                            |
| Време ()         | {\displaystyle t_{\mathrm {QED} }={\frac {e^{2}}{c^{3}m_{p}(4\pi \varepsilon _{0})}}} |
| Наелектрисање () | {\displaystyle q_{\mathrm {QED} }=e\ }                                                |
| Температура (Θ)  | {\displaystyle T_{\mathrm {QED} }={\frac {m_{p}c^{2}}{k}}}                            |

{\displaystyle c=1\ }
{\displaystyle e=1\ }
{\displaystyle m_{p}=1\ }
{\displaystyle {\frac {1}{4\pi \varepsilon _{0}}}=1}
{\displaystyle k=1\ }
{\displaystyle \hbar ={\frac {1}{\alpha }}\ }
Слично електронском систему јединица осим што је маса протона нормализована у односу на масу електрона. Такође у случају варијација у вредности бездимензионог, α би се пресликало у варијације у планковој константи.

## Геометризоване јединице
{\displaystyle c=1\ }
{\displaystyle G=1\ }
Геометризован систем јединица није у потпуности дефинисан или јединствен систем. У овом систему, основне физичке јединице су изабране тако да су брзина светлости и гравитациона константа постављени да одговарају јединици остављајући слободу да неке друге константе, као што су Болцманова константа и Константа Кулонове силе, одговарају јединици:
{\displaystyle k=1\ }
{\displaystyle {\frac {1}{4\pi \varepsilon _{0}}}=1}
Ако је Диракова константа (или „редукована Планкова константа“) постављена да буде једнака јединици,
{\displaystyle \hbar =1\ }  онда су геометризане јединице идентичне планковим јединицама.

## Јединице-тела
| Квантитет | Израз |
| --------- | --- |
| Дужина () | {\displaystyle {\frac {1}{R}}={\frac {1}{N(N-1)}}\sum _{i=1}^{N}\sum _{j=1}^{N}{\frac {1}{r_{j}-r_{i}}}} |
| Маса ()   | {\displaystyle M=\sum _{i=1}^{N}m_{i}}                                                                   |

{\displaystyle M=1\ }
{\displaystyle G=1\ }
{\displaystyle R=1\ }
Јединице N-тела је потпуно засебан систем јединица коришћених за симулације N-тела самогравитирајућих система у астрофизици. У овом систему, основне физичке јединице су изабране тако да укупна маса (M), гравитациона константа (G) и вириални полупречник (R) буду једнаке јединици. Основна претпоставка је да систем N предмета (звезде) задовољи вириалну теорему. Последица стандардних јединица N-тела је да је брзина дисперзија у систему ( {\displaystyle v=1/{\sqrt {2}}}) и да је динамички -прелаз- временске скале ( {\displaystyle t=2{\sqrt {2}}}).
Први је стандардне јединице N-тела поменуо Мичел Хенон (1971). Они су употребивани од стране Халдан Кона (1979) и касније широко рекламирано и генерализовано од Даглас Хегија и Роберт Матиеуа (1986).

## СИ јединице
Метрички систем, или међународни систем јединица (СИ) као што је тренутно познат, није природни систем јединица. Историјски, метричке јединице нису биле дефинисане у смислу универзалних физичких константи, нити су оне дефинисане на такав начин да неки изабрани скуп физичких константи има нумеричку вредност тачно 1.
Међутим, у последњих неколико деценија, у тренду је да се редефинишу јединице СИ у смислу универзалних физичких константи. У 1983. години, седамнаести CGPM редефинисао је метар у смислу времена и брзине светлости, тако причвршћивајући брзину светлости на тачно 299792458 m/s. И у 1990. години, осамнаести CGPM усвојио је конвенционалне вредности за Ђосефсон константу и фон клитзинг константу, причвршћивајући конвенционални Ђосефсон константу на тачно 483597,9 ×109 Hz/V, и конвенционалну фон клитзинг константну на тачно 25 812,807 Ω.
Када су конвенционална вредност Ђосефсон и фон клитзинг константе предузети у вези са дефиницијом метра, добијен је један метрички систем са јединицама које нису природне, али које су изведене из јединице природним путем мултипликативних фактора. Однос је приказан у следећој табели:
| Квантитет / Симбол                                                                                 | Планкова                                          | Стонијева                                  | Шредингерова                           | Атомска                                | Електронска                                | Метрична                                                                    |
| -------------------------------------------------------------------------------------------------- | ------------------------------------------------- | ------------------------------------------ | -------------------------------------- | -------------------------------------- | ------------------------------------------ | --------------------------------------------------------------------------- |
| Брзина светлости у вакууму {\displaystyle c\,}                                                     | {\displaystyle 1\,}                               | {\displaystyle 1\,}                        | {\displaystyle {\frac {1}{\alpha }}\ } | {\displaystyle {\frac {1}{\alpha }}\ } | {\displaystyle 1\,}                        | {\displaystyle 299792458\ }                                                 |
| Планкова константа {\displaystyle h\,}                                                             | {\displaystyle 2\pi \,}                           | {\displaystyle {\frac {2\pi }{\alpha }}\ } | {\displaystyle 2\pi \,}                | {\displaystyle 2\pi \,}                | {\displaystyle {\frac {2\pi }{\alpha }}\ } | {\displaystyle {\frac {4\times 10^{-18}}{(25812.807)(483597.9)^{2}}}\ }     |
| Диракова константа {\displaystyle \hbar ={\frac {h}{2\pi }}}                                       | {\displaystyle 1\,}                               | {\displaystyle {\frac {1}{\alpha }}\ }     | {\displaystyle 1\,}                    | {\displaystyle 1\,}                    | {\displaystyle {\frac {1}{\alpha }}\ }     | {\displaystyle {\frac {2\times 10^{-18}}{\pi (25812.807)(483597.9)^{2}}}\ } |
| Елементарно наелектрисање {\displaystyle e\,}                                                      | {\displaystyle {\sqrt {\alpha }}\,}               | {\displaystyle 1\,}                        | {\displaystyle 1\,}                    | {\displaystyle 1\,}                    | {\displaystyle 1\,}                        | {\displaystyle {\frac {2\times 10^{-9}}{(25812.807)(483597.9)}}\ }          |
| Ђосефсон константа {\displaystyle K_{J}={\frac {2e}{h}}\,}                                         | {\displaystyle {\frac {\sqrt {\alpha }}{\pi }}\,} | {\displaystyle {\frac {\alpha }{\pi }}\,}  | {\displaystyle {\frac {1}{\pi }}\,}    | {\displaystyle {\frac {1}{\pi }}\,}    | {\displaystyle {\frac {\alpha }{\pi }}\,}  | {\displaystyle 483597.9\times 10^{9}\,}                                     |
| вон клитзинг константа {\displaystyle R_{K}={\frac {h}{e^{2}}}\,}                                  | {\displaystyle {\frac {2\pi }{\alpha }}\,}        | {\displaystyle {\frac {2\pi }{\alpha }}\,} | {\displaystyle 2\pi \,}                | {\displaystyle 2\pi \,}                | {\displaystyle {\frac {2\pi }{\alpha }}\,} | {\displaystyle 25812.807\,}                                                 |
| карактеристика отпора вакуума {\displaystyle Z_{0}=2\alpha R_{K}\,}                                | {\displaystyle 4\pi \,}                           | {\displaystyle 4\pi \,}                    | {\displaystyle 4\pi \alpha \,}         | {\displaystyle 4\pi \alpha \,}         | {\displaystyle 4\pi \,}                    | {\displaystyle 2\alpha (25812.807)\,}                                       |
| електрична константа (пермитивност вакуума) {\displaystyle \varepsilon _{0}={\frac {1}{Z_{0}c}}\,} | {\displaystyle {\frac {1}{4\pi }}\,}              | {\displaystyle {\frac {1}{4\pi }}\,}       | {\displaystyle {\frac {1}{4\pi }}\,}   | {\displaystyle {\frac {1}{4\pi }}\,}   | {\displaystyle {\frac {1}{4\pi }}\,}       | {\displaystyle {\frac {1}{2\alpha (25812.807)(299792458)}}\ }               |
| магнетска константа (пермеабилност вакуума) {\displaystyle \mu _{0}={\frac {Z_{0}}{c}}\,}          | {\displaystyle 4\pi \,}                           | {\displaystyle 4\pi \,}                    | {\displaystyle 4\pi \alpha ^{2}\,}     | {\displaystyle 4\pi \alpha ^{2}\,}     | {\displaystyle 4\pi \,}                    | {\displaystyle {\frac {2\alpha (25812.807)}{299792458}}\ }                  |
| Гравитациона константа {\displaystyle G\,}                                                         | {\displaystyle 1\,}                               | {\displaystyle 1\,}                        | {\displaystyle 1\,}                    | {\displaystyle -\,}                    | {\displaystyle -\,}                        | {\displaystyle -\,}                                                         |
| маса електрона {\displaystyle m_{e}\,}                                                             | {\displaystyle -\,}                               | {\displaystyle -\,}                        | {\displaystyle -\,}                    | {\displaystyle 1\,}                    | {\displaystyle 1\,}                        | {\displaystyle -\,}                                                         |
| цезијум основно стање хиперфина нивоа фреквенција транзиције                                       | {\displaystyle -\,}                               | {\displaystyle -\,}                        | {\displaystyle -\,}                    | {\displaystyle -\,}                    | {\displaystyle -\,}                        | {\displaystyle 9\ 192\ 631\ 770\,}                                          |